# Tarun Kona
Tarun Kona (* 17. November 1989 in Hyderabad) ist ein indischer Badmintonspieler. 

## Karriere
Tarun Kona nahm 2009 und 2011 im Herrendoppel an den Badminton-Weltmeisterschaften teil. Er verlor dabei jeweils gleich in Runde eins und wurde somit beide Male 33. in der Endabrechnung. Beim Syed Modi Memorial 2009 wurde er im Mixed Zweiter, bei den Kharkiv International 2010 Dritter. 2011 siegte er bei den Bangladesh International im Doppel zusammen mit Arun Vishnu.